# Ronald Knox
Ronald Arbuthnott Knox (* 17. Februar 1888 in Kibworth Beauchamp, Leicester; † 24. August 1957 in Mells, Somerset) war britischer Theologe, katholischer Priester, Satiriker und Kriminalschriftsteller.

## Leben und Wirken
Der Sohn des anglikanischen Pfarrers Edmund Arbuthnott Knox (später Bischof von Manchester) entdeckte während seiner Oxforder Studentenzeit die Leidenschaft für die Kriminalliteratur und brachte durch eine 1911 im Gryphon Club gehaltene satirische Rede das sogenannte „Sherlockian Reading“ auf den Weg. Knox wandte die Methoden der historisch-kritischen Bibelexegese auf den „Kanon“ der Sherlock-Holmes-Geschichten an und begann damit eine Lektüre-Praxis, die bis heute nach der Lösung von Widersprüchen zwischen den einzelnen Storys und ihrer richtigen Chronologie sucht. Die Rede erschien 1928 in seinen Essays in Satire unter dem Titel Studies in the Literature of Sherlock Holmes.
Darüber hinaus schrieb er eigene Detektivromane wie The Viaduct Murder, 1925 (deutsch „Der Mord am Viadukt“), The Three Taps. A detective story without a moral, 1927 (deutsch „Die drei Gashähne“) und The Footsteps at the Lock, 1928 (deutsch „Fußspuren an der Schleuse“).
1929 versuchte er als Mitglied des Detection Clubs mit seinen Zehn Regeln für einen fairen Kriminalroman (Father Knox’s Decalogue) Regeln für den Kriminalroman aufzustellen, die im Vorwort zu dem von ihm herausgegebenen Buch Best Detective Stories of 1928–1929 veröffentlicht wurden. Diese Regeln wurden allerdings nicht von allen Mitgliedern des Clubs als seriös empfunden, teilweise wurden sie auch für einen Scherz gehalten.
Knox wurde 1912 zum anglikanischen Priester geweiht, trat allerdings 1917 unter dem Einfluss von Gilbert Keith Chesterton zum Katholizismus über. Die bedeutendsten Leistungen von Father Knox liegen im Feld der Theologie. 1939 verließ er Oxford und zog sich in das entlegenere Shropshire zurück, um sich einer Neuübersetzung der Bibel auf Grundlage der Vulgata (unter Heranziehung des hebräischen und griechischen Urtextes) zu widmen. Sein Neues Testament erschien 1945, das Alte Testament 1949. Infolge seiner Übersetzungsarbeit verfasste Knox schließlich noch drei Kommentarbände zu den Evangelien, den Briefen des Apostels Paulus von Tarsus, der Apostelgeschichte sowie zur Apokalypse (1953–1956).
1945 erschien von Knox das Buch God and the Atom, in dem er sich mit dem Zusammenhang von Gott und der Existenz der Atombombe auseinandersetzte. Das Werk erschien in deutscher Übersetzung 1947 im Drei Türme-Verlag in Hamburg unter dem Titel Gott und das Atom. Die Übersetzung ging aus einer Zusammenarbeit des Autors mit Milli Bau hervor. 
Knox gilt als der einflussreichste katholische Apologet seiner Generation in Großbritannien.

## Textausgabe
- Francesca Bugliani Knox (Hrsg.): Ronald Knox’s lectures on Virgil’s Aeneid. With introduction and critical essays. (Bloomsbury classical studies monographs). Bloomsbury Academic, London 2023. – Rezension von James E. G. Zetzel, Bryn Mawr Classical Review 2023.12.12